# Les Cabannes (Tarn)
Les Cabannes é uma comuna francesa na região administrativa de Occitânia, no departamento de Tarn. Estende-se por uma área de 6,16 km². Em 2010 a comuna tinha 378 habitantes (densidade: 61,4 hab./km²).